# Comuna Șeica Mare, Sibiu
Șeica Mare (în maghiară: Nagyselyk, în germană: Marktschelken) este o comună în județul Sibiu, Transilvania, România, formată din satele Boarta, Buia, Mighindoala, Petiș, Șeica Mare (reședința) și Ștenea.

## Demografie
Componența etnică a comunei Șeica Mare
     Români (84,89%)
     Maghiari (3,85%)
     Alte etnii (0,56%)
     Necunoscută (10,7%)
Componența confesională a comunei Șeica Mare
     Ortodocși (80,25%)
     Reformați (3,06%)
     Romano-catolici (1,5%)
     Greco-catolici (1,4%)
     Alte religii (2,11%)
     Necunoscută (11,67%)
Conform recensământului efectuat în 2021, populația comunei Șeica Mare se ridică la 3.925 de locuitori, în scădere față de recensământul anterior din 2011, când fuseseră înregistrați 4.470 de locuitori. Majoritatea locuitorilor sunt români (84,89%), cu o minoritate de maghiari (3,85%), iar pentru 10,7% nu se cunoaște apartenența etnică. Din punct de vedere confesional, majoritatea locuitorilor sunt ortodocși (80,25%), cu minorități de reformați (3,06%), romano-catolici (1,5%) și greco-catolici (1,4%), iar pentru 11,67% nu se cunoaște apartenența confesională.

## Politică și administrație
Comuna Șeica Mare este administrată de un primar și un consiliu local compus din 13 consilieri. Primarul, Nicolae Șușa[*], de la Partidul Național Liberal, este în funcție din 2008. Începând cu alegerile locale din 2024, consiliul local are următoarea componență pe partide politice:
|  | Partid                          | Consilieri | Componența Consiliului | Componența Consiliului | Componența Consiliului | Componența Consiliului | Componența Consiliului |
|  | ------------------------------- | ---------- | ---------------------- | ---------------------- | ---------------------- | ---------------------- | ---------------------- |
|  | Partidul Național Liberal       | 5          |                        |                        |                        |                        |                        |
|  | Alianța Dreapta Unită           | 3          |                        |                        |                        |                        |                        |
|  | Partidul Ecologist Român        | 2          |                        |                        |                        |                        |                        |
|  | Partidul Social Democrat        | 2          |                        |                        |                        |                        |                        |
|  | Alianța pentru Unirea Românilor | 1          |                        |                        |                        |                        |                        |

## Atracții turistice
- Biserica ortodoxă din satul Șeica Mare
- Biserica evanghelică-luterană din Șeica Mare, construcție din secolul al XIV-lea
- Biserica evanghelică-luterană din satul Buia, construcție din secolul al XV-lea
- Biserica evanghelică-luterană din satul Mighindoala, reconstruită în 1914
- Castelul Buia, construcție din secolul al XIV-lea
- Castelul Tobias, 1770
- Monumentul Eroilor din satul Șeica Mare
- Pădurea de stejar pufos de la Petiș, sit de importanță comunitară (SCI)

## Personalități născute aici
- Farkas Bolyai (1775 – 1856), matematician, tatăl lui János Bolyai.

## Vezi și
- Biserica fortificată din Șeica Mare
- Biserica evanghelică din Buia
- Castanii comestibili de la Buia (sit de importanță comunitară)
- Pajiștile dintre Șeica Mare și Veșeud (sit de importanță comunitară)

## Primarii comunei
- 1996[8] - 2000 - Filip Mitica, de la PDAR
- 2000[9] - 2004 - Anghelina Ioan, de la PNL
- 2004[10] - 2008 - Anghelina Ioan, de la PNL
- 2008[11] - 2012 - Șușa Nicolae, de la PDL
- 2012[12] - 2016 - Nicolae Șușa, de la PDL
- 2016[13] - 2020 - Șușa Nicolae, de la PNL